# Mikhaïl Kedrov
 (juin 2025).
Si vous disposez d'ouvrages ou d'articles de référence ou si vous connaissez des sites web de qualité traitant du thème abordé ici, merci de compléter l'article en donnant les références utiles à sa vérifiabilité et en les liant à la section « Notes et références ».
Mikhaïl Alexandrovitch Kedrov (en russe : Михаи́л Алекса́ндрович Ке́дров ), né le 13 septembre 1878 dans l'empire russe et mort  le 29 octobre 1945 à Lormaye (Eure-et-Loir) est un vice-amiral de la marine russe, commandant de la flotte de la mer noire des Forces Armées du Sud de la Russie lors de la guerre civile russe.

## Formation
Diplômé du 4e corps des cadets de Moscou, du corps de marine (1899) et de l’académie d’artillerie Michel (1907). Après sa sortie du corps de marine il prend la mer à bord du Duc d'Édimbourg en tant qu’enseigne de vaisseau et est promu lieutenant.

## Guerre russo-japonaise
Participe à la guerre russo-japonaise, initialement au rang de lieutenant auprès du vice-amiral commandant de la flotte du pacifique Stepan Makarov. Quand Makarov et son état-major périssent le 31 mars 1904 à bord du cuirassé « Petropavlovsk », le lieutenant Kedrov doit la vie sauve à ce qu’il se trouvait à ce moment en reconnaissance à bord du torpilleur « Boïevoï ».
Le commandant de la première escadre du Pacifique, le contre-amiral Withöft, nomme alors Kedrov officier dans son état-major. Il fut blessé lors d’un bombardement de Port-Arthur, mais malgré sa blessure il participa aux combats contre la flotte japonaise dans la mer Jaune le 28 juillet 1904. À bord du cuirassé « Tsarevitch » il fut grièvement blessé par un obus qui tua l’amiral Withöft.
Après le combat le « Tsarevitch » rallia le port de Kiautschou où pendant deux mois Kedrov est soigné dans l’hôpital allemand. Ensuite, souhaitant poursuivre le combat, il se rend dans la baie de Cam Ranh (Indochine) pour y rejoindre la 2e escadre du Pacifique sous le commandement de l’amiral Zinovi Rojestvenski. Il est nommé officier d’artillerie à bord du cuirassé d’appoint « Oural ». Participe à la bataille de Tsushima : quand le cuirassé coula, Kedrov fut récupéré en mer par le transport « Anadyr ».

## Première Guerre mondiale
Participant de la Première Guerre mondiale, en 1914 il est capitaine à l’état-major de la 2e brigade de cuirassés. En septembre 1914 il est envoyé auprès de la flotte britannique à laquelle il transmet une copie des livres de signaux et de codes récupérés par les marins russe sur le cuirassé allemand « SMS Magdeburg », coulé dans le golfe de Finlande en août 1914 par la marine russe. En 1914—1915 il embarque sur les cuirassés britanniques « HMS Theseus », « HMS Conqueror » et « HMS Emperor of India ». En 1915 il est nommé commandant du nouveau cuirassé « Gangut ».

En 1915 une mutinerie éclate parmi les marins du « Gangut », celle-ci n’entachera toutefois pas la carrière de Kedrov. Le 28 juin 1916 il est promu contre-amiral de la suite de son altesse impériale et nommé responsable de la division des mines de la flotte de la Baltique, remplaçant à ce poste l’amiral Alexandre Koltchak. Le 20 octobre 1916 il reçoit une épée de Saint-Georges
« 
pour la direction des opérations dans la nuit du 4 au 5 octobre et la mise en place d’une importante ligne de mines derrière les lignes ennemies. »
Après la révolution de février, en mars 1917, Kedrov fut nommé assistant du ministre des affaires maritimes. Il dirigea de facto le ministère qui, sous Alexandre Goutchkov, regroupait les affaires civiles et militaires, le ministre n’étant pas un spécialiste des dernières. En avril 1917, Kedrov fut nommé chef de l’état-major général de la marine. L’amiral Koltchak, alors ministre de la guerre et de la mer, propose à Kedrov le commandement des cuirassés de la flotte de la mer noire. Kedrov accepte mais n’entre pas en fonction à la suite de la démission de Koltchak.
En juin 1917, Kedrov est nommé à la disposition du ministre de la mer. Deux semaines plus tard il est le représentant du ministère de la mer à Londres et s’occupe de coordonner les activités des agents maritimes russe à Londres et Paris.

## Guerre civile russe

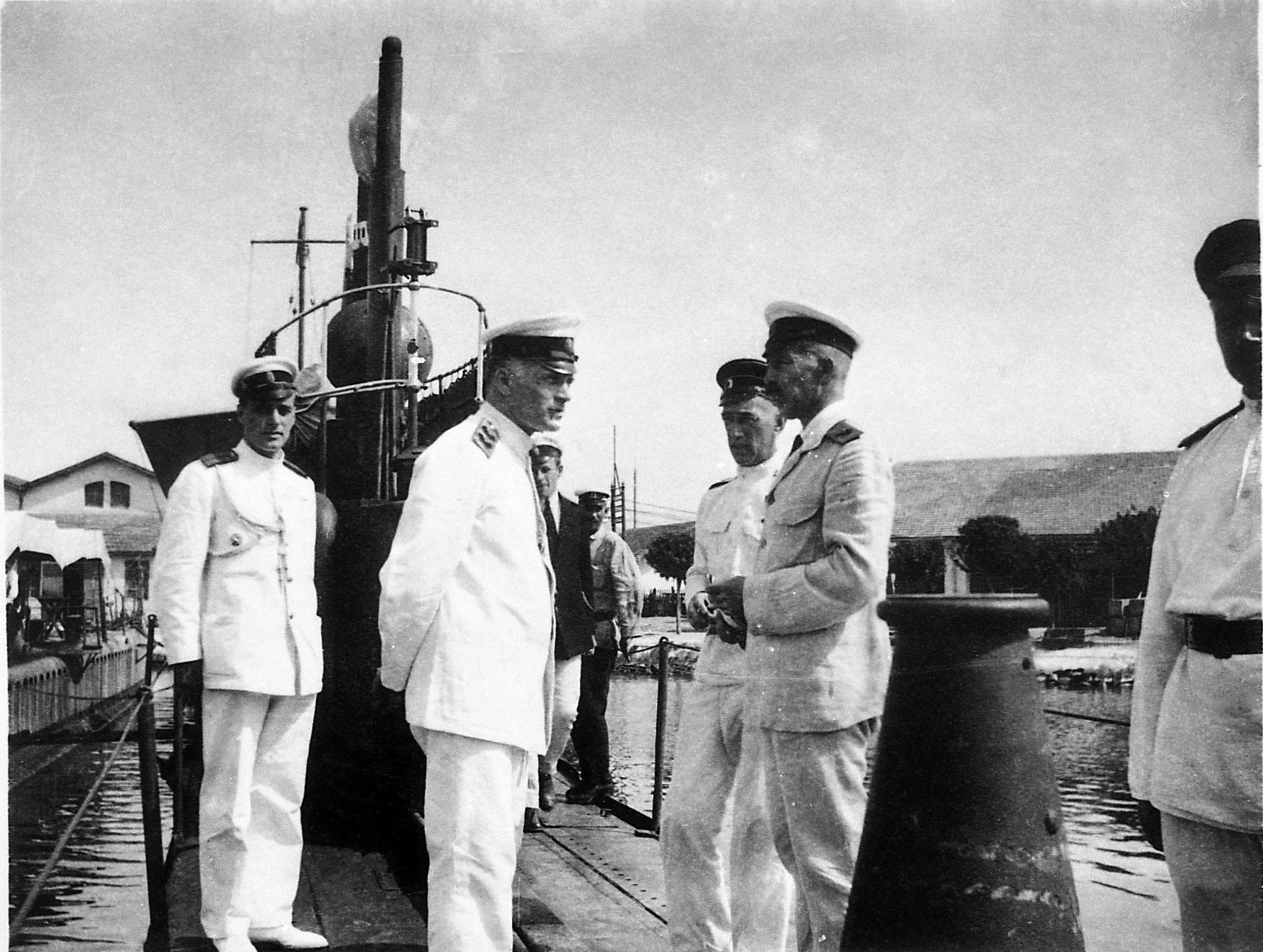
L'amiral Kedrov (au centre) à bord du sous-marin Tioulen à Bizerte en 1921.

Pendant la guerre civile russe, Kedrov occupe le poste de membre du comité spécial auprès de l’ambassade russe à Londres chargé de l’utilisation de la flotte commerciale russe par les alliés. Le commandant suprême de la Russie l’amiral Koltchak lui confie l’organisation des transports d’approvisionnement des armées blanches et nomme expert maritime plénipotentiaire auprès des alliés à Paris le diplomate Sergueï Sazonov.
Le 12 octobre 1920 il est nommé commandant de la flotte de la mer noire sur invitation du commandant de l’armée russe le général Wrangel. Il est promu vice-amiral et commande l’évacuation de Sébastopol et d’autres ports de Crimée à Constantinople en octobre 1920.
Après l’arrivée à Constantinople il mène l’escadre russe à Bizerte (Tunisie). Le 31 décembre 1920 il cède le commandement au contre-amiral Behrens et part à Paris.

## L’exil
Kedrov vit en France, il poursuit des études à l’école des ponts et chaussées et travaille en tant qu’ingénieur et publie une monographie sur le béton armé. Directeur de la fédération des ingénieurs russes à Paris, il fait en sorte que celle-ci, et non une association soviétique, représente les ingénieurs russes dans l’union slave des ingénieurs.
Il joua un rôle important dans l’émigration militaire russe, en qualité de président de l’union de la marine militaire. En 1930 il devient le second suppléant du président de l’union générale des combattants russes, le général Ievgueni Miller. Après l’enlèvement de Miller par des agents soviétiques en 1937, Kedrov dirige l’union par intérim pendant une courte période puis se retire de toute activité politique. À partir de 1938 il est second vice-président de l’union des chevaliers de l’ordre de Saint-Georges.
L’amiral Kedrov fait partie, en 1945, d’une délégation de Russes blancs se rendant à l’ambassade de l’Union soviétique pour féliciter l’Armée rouge pour sa victoire. Décédé à Lormaye, il est enterré au cimetière russe de Sainte-Geneviève-des-Bois.